# Федеральная служба по надзору в сфере транспорта
Федеральная служба по надзору в сфере транспорта (Ространснадзор) — федеральный орган исполнительной власти, осуществляющий функции по контролю (надзору) в сфере гражданской авиации, использования воздушного пространства Российской Федерации, аэронавигационного обслуживания пользователей воздушного пространства Российской Федерации, авиационно-космического поиска и спасания, морского (включая морские порты), внутреннего водного (за исключением маломерных судов, используемых в некоммерческих целях), железнодорожного транспорта, автомобильного и городского наземного электрического транспорта (кроме вопросов безопасности дорожного движения), промышленного транспорта и дорожного хозяйства, обеспечения транспортной безопасности в этой сфере и на метрополитене, а также по контролю за осуществлением переданных Российской Федерацией органам государственной власти субъектов Российской Федерации полномочий по федеральному государственному контролю за соблюдением правил технической эксплуатации внеуличного транспорта и правил пользования внеуличным транспортом в соответствии с Федеральным законом «О внеуличном транспорте и о внесении изменений в отдельные законодательные акты Российской Федерации», находящийся в ведении Министерства транспорта России

## Функции
В соответствии с Постановлением Правительства РФ от 09.06.2010 N 409 «Об осуществлении должностными лицами Федеральной службы по надзору в сфере транспорта контрольных (надзорных) функций», государственный транспортный инспектор осуществляет контроль (надзор) за гражданской авиацией и воздушным пространством Российской Федерации, аэронавигационного обслуживания пользователей воздушного пространства Российской Федерации, морского, внутреннего водного, железнодорожного, автомобильного и городского наземного электрического транспорта, судоходных гидротехнических сооружений, дорожного хозяйства (далее соответственно — субъекты транспортного комплекса, транспортный комплекс), мер по обеспечению безопасности функционирования объектов транспортной инфраструктуры и транспортных средств;
- Статья 3 б) обеспечением транспортной безопасности;
- в) готовностью аварийно-спасательных служб и формирований субъектов транспортного комплекса;
- г) реализацией мер по снижению вредного воздействия транспорта на окружающую среду;
- д) соблюдением субъектами транспортного комплекса требований законодательства Российской Федерации и международных договоров Российской Федерации в сфере транспорта, в том числе: в гражданской авиации правил использования воздушного пространства Российской Федерации; норм, правил и процедур в области авиационной безопасности и безопасности полетов; правил организации летной работы, летной и технической эксплуатации гражданских воздушных судов; правил обеспечения полетов и аэронавигационного обслуживания; правил подготовки авиационного персонала; правил перевозок пассажиров, багажа, грузов и почты; правил обязательной сертификации и аккредитации в гражданской авиации, регистрации прав на воздушные суда и сделок с ними, выдачи разрешений, а также свидетельств авиационному персоналу; требований, предъявляемых в соответствии с законодательством Российской Федерации о техническом регулировании к авиационному бензину и топливу для реактивных двигателей; правил организации и проведения авиационно-космического поиска и спасания;
- На морском и внутреннем водном транспорте: правил перевозок пассажиров, багажа и грузов; требований к безопасности эксплуатации судов, осуществляющих судоходство и мореплавание; правил содержания судовых ходов и средств навигационного оборудования на внутренних водных путях Российской Федерации;

требований к безопасности эксплуатации портовых гидротехнических и судоходных гидротехнических сооружений; правил подготовки членов экипажей морских, речных и спортивных парусных судов; правил ведения соответствующих реестров;
- На автомобильном и городском наземном электрическом транспорте, в дорожном хозяйстве: правил перевозок пассажиров и багажа автомобильным и городским наземным электрическим транспортом; правил осуществления международных перевозок по территории Российской Федерации грузовыми транспортными средствами или автобусами;

требований к сохранности автомобильных дорог федерального значения;
- На железнодорожном транспорте: правил перевозок пассажиров, багажа, грузов и грузобагажа; требований к техническому состоянию железнодорожного пути, железнодорожного подвижного состава и контейнеров; требований к безопасности выполнения погрузочно-разгрузочных работ при погрузке грузов в вагоны и контейнеры и их выгрузке из вагонов и контейнеров.[2]

- статья 4 а) производит осмотр транспортных объектов и транспортных средств, посещает беспрепятственно служебные и производственные помещения (включая контролируемую зону аэропорта (аэродрома)) субъектов транспортного комплекса;[2]
- б) проводит проверки субъектов транспортного комплекса, осуществляющих перевозочную и иную связанную с транспортным процессом деятельность;
- в) запрашивает у субъектов транспортного комплекса необходимые для выполнения задач контроля (надзора) документы и информацию;
- г) задерживает багаж, грузы и почту, содержащие предметы и вещества, запрещенные к перевозкам воздушным транспортом;
- д) осуществляет отбор и направление на экспертизу, испытания, анализ и оценку проб горюче-смазочных материалов, образцов комплектующих изделий, материалов конструкций;
- е) участвует в установленном порядке в проведении расследования происшествий (инцидентов);
- ж) участвует в установленном порядке в составе экипажей транспортных средств в качестве проверяющего при осуществлении мероприятий по контролю и надзору на внутренних и международных воздушных линиях (маршрутах);
- з) проводит проверки воздушных судов, осуществляющих полеты над территорией или за пределы территории Российской Федерации, на борту воздушного судна в пределах стоянки воздушного судна в целях установления действительности находящихся на борту воздушного судна документов членов экипажа, оценки технического состояния воздушного судна и его оборудования при условии, что это не будет являться причиной необоснованной задержки воздушного судна (рамповая проверка);
- и) осуществляет проверки соблюдения правил проведения предполетного досмотра, а также пропускного и внутриобъектового режимов на объектах гражданской авиации;
- к) сопровождает воздушное судно во время полета при наличии информации о возможности нарушения на воздушном судне требований авиационной безопасности;
- л) осуществляет мероприятия по весовому контролю;
- м) осуществляет мероприятия по транспортному контролю;
- н) применяет предусмотренные законодательством Российской Федерации меры ограничительного, предупредительного и профилактического характера, направленные на недопущение и (или) пресечение нарушений субъектами транспортного комплекса требований в установленной сфере деятельности, а также меры, направленные на ликвидацию последствий указанных нарушений;
- о) составляет протоколы об административных правонарушениях, а в случаях, установленных законодательством Российской Федерации, рассматривает их и выносит по ним постановления;
- п) выдает юридическим и физическим лицам, должностным лицам в установленной сфере деятельности обязательные для исполнения предписания об устранении выявленных нарушений, в том числе о запрете эксплуатации объекта транспортной инфраструктуры, запрете и приостановке движения транспортных средств (далее — предписания), и проверяет их исполнение.[2]

## История
26 ноября 1991 года постановлением Правительства РСФСР образована «Российская транспортная инспекция» (Ространсинспекция) при Министерстве транспорта РСФСР.
9 марта 2004 года в результате административной реформы, на базе Ространсинспекции образована Федеральная служба по надзору в сфере транспорта (Ространснадзор), которой были также переданы функции по контролю и надзору упраздняемых Министерства путей сообщения Российской Федерации и Министерства транспорта Российской Федерации, а также функции по техническому надзору за спортивными судами упраздняемого Государственного комитета Российской Федерации по физической культуре и спорту.

### Руководители
- Нерадько, Александр  Васильевич (2004—2005)
- Салеев Валерий Николаевич (2005—2007)
- Курзенков, Геннадий Кузьмич (2007—2008, 2009—2011)
- Лямов Николай Сергеевич (и. о., 2008—2009)
- Касьянов Александр Иванович (2011—2015)
- Дитрих, Евгений Иванович (20 июля 2015 — 12 октября 2015)
- Сарицкий Сергей Николаевич (и. о., 12 октября 2015 — 10 февраля 2017)
- Басаргин, Виктор Фёдорович (10 февраля 2017 — 2 апреля 2025)
- Гулин, Виктор Борисович (и.о., с 3 апреля 2025, 9 июня 2025 — н. в.)

## Структура Службы
- Госавтодорнадзор
- Госжелдорнадзор
- Госморречнадзор
- Госавианадзор
- Управление транспортной безопасности
- Правовое управление
- Административное управление
- Финансовое управление
- Управление программ развития, цифровизации, информатизации и аналитики

### Общественный Совет
На основании Приказа Федеральной службы по надзору в сфере транспорта № АК-1023фс от 19 сентября 2013 г, при федеральной службе действует постоянно действующий «Общественный совет» осуществляющий общественный контроль, в количестве не более 30 членов, избираемый на 3 года.

## Классные чины и форменная одежда Ространснадзора
Служащие федеральной службы имеют универсальную форменную одежду, со знаками отличиями и погонами, утвержденных приказом Ространснадзора от 18 марта 2009 года № НЛ-227фс «О форменной одежде, знаках различия и порядке ношения форменной одежды работниками Федеральной службы по надзору в сфере транспорта, осуществляющими функции по контролю и надзору».
Служащие государственной гражданской службы имеют классные чины по группам 1, 2 и 3 классов, которые соответствуют воинскому званию.